# Il segreto dei soldati di argilla
Il segreto dei soldati di argilla è un film del 1970, diretto da Luigi Vanzi.